# Chris Gratton
Christopher A. „Chris“ Gratton (* 5. Juli 1975 in Brantford, Ontario) ist ein ehemaliger kanadischer Eishockeyspieler, der im Verlauf seiner aktiven Karriere zwischen 1991 und 2009 unter anderem 1132 Spiele für die Tampa Bay Lightning, Philadelphia Flyers, Buffalo Sabres, Phoenix Coyotes, Colorado Avalanche, Florida Panthers und Columbus Blue Jackets in der National Hockey League auf der Position des Centers bestritten hat. Seinen größten Karriereerfolg feierte Gratton im Trikot der kanadischen Nationalmannschaft bei der Weltmeisterschaft 1997.

## Karriere
Chris Gratton begann seine Karriere als Eishockeyspieler bei den Kingston Frontenacs, für die er von 1991 bis 1993 in der Ontario Hockey League aktiv war. Anschließend wurde er im NHL Entry Draft 1993 in der ersten Runde als insgesamt dritter Spieler von der Tampa Bay Lightning ausgewählt, für die er die folgenden vier Jahre in der National Hockey League spielte. Daraufhin unterschrieb er als Free Agent einen Vertrag bei den Philadelphia Flyers, ehe er während der Saison 1998/99 nach Tampa Bay zurückkehrte, die ihn kurz vor Ende der Trade Deadline in der Saison 1999/2000 an die Buffalo Sabres weiterreichten. Nach drei Spielzeiten transferierten die Sabres den Center ebenfalls kurz vor dem Ende der Trade Deadline zu den Phoenix Coyotes, für die er ein Jahr lang spielte, bevor er die Saison 2003/04 bei der Colorado Avalanche beendete. Während des Lockout in der NHL-Saison 2004/05 pausierte Gratton mit dem Eishockey, ehe er nach Wiederaufnahme des Spielbetriebs in der NHL einen Vertrag bei den Florida Panthers erhielt, für die er zwei Jahre lang aktiv war, ehe er 2007 ein drittes Mal bei den Tampa Bay Lightning unterschrieb, die ihn vor dem Ende der Trade Deadline in der Saison 2008/09 an die Columbus Blue Jackets abgaben, nachdem sie ihn zuvor schon ans Farmteam in der American Hockey League abgestellt hatten.

### International
Für Kanada nahm Gratton an der Junioren-Weltmeisterschaft 1993 und den Weltmeisterschaften 1997 und 1998 teil.

## Erfolge und Auszeichnungen
- 1992 Emms Family Award
- 1992 OHL All-Rookie Team
- 1993 Goldmedaille bei der Junioren-Weltmeisterschaft
- 1997 Goldmedaille bei der Weltmeisterschaft

## Karrierestatistik

### International
Vertrat Kanada bei:
- Junioren-Weltmeisterschaft 1993
- Weltmeisterschaft 1997
- Weltmeisterschaft 1998

(Legende zur Spielerstatistik: Sp oder GP = absolvierte Spiele; T oder G = erzielte Tore; V oder A = erzielte Assists; Pkt oder Pts = erzielte Scorerpunkte; SM oder PIM = erhaltene Strafminuten; +/− = Plus/Minus-Bilanz; PP = erzielte Überzahltore; SH = erzielte Unterzahltore; GW = erzielte Siegtore; 1 Play-downs/Relegation; Kursiv: Statistik nicht vollständig)